# Sainte-Foy-Saint-Sulpice
Sainte-Foy-Saint-Sulpice település Franciaországban, Loire megyében. Lakosainak száma 565 fő (2022. január 1.). Sainte-Foy-Saint-Sulpice Arthun, Bussy-Albieux, Cleppé, Mizérieux, Nervieux, Pommiers-en-Forez, Poncins, Sainte-Agathe-la-Bouteresse és Saint-Étienne-le-Molard községekkel határos.

## Népesség
A település népessége az elmúlt években az alábbi módon változott:
| Lakosok száma | 363  | 322  | 343  | 399  | 533  | 520  | 512  | 514  | 531  | 565  |
|               | 1968 | 1982 | 1990 | 2006 | 2013 | 2015 | 2017 | 2019 | 2020 | 2022 |